# Непальская ночница
Непальская ночница (лат. Myotis nipalensis) — вид летучих мышей из семейства гладконосых (Vespertilionidae).

## Описание
Небольшие летучие мыши: общая длина тела менее 10 см, размах крыльев менее 4 см. Ушами маленькие с длинными узкими козелками. Шерсть плотная, тёмная, на брюшной стороне тела — со светлыми кончиками.
Размножаются один раз в году, рождая единственного детёныша.

## Распространение
Непальские ночницы эндемичны для Азии и встречаются от Кавказа через Среднюю Азию до Непала и Западного Китая, небольшой участок ареала находится в Центральном Китае.
Встречаются как в высокогорных, так и в низменных районах, населяя самые разнообразные местообитания, включая засушливые районы, горные районы и леса.

## Питание
Питаются преимущественно чешуекрылыми. Охотятся в сумерках.

## Подвиды
Выделяют 3 подвида:
- Myotis nipalensis nipalensis (Dobson, 1871)
- Myotis nipalensis przewalskii Bobrinski, 1926
- Myotis nipalensis transcaspicus Ognev & Heptner, 1928